# 君の目も鼻も口も顎も眉も寝ても覚めても超素敵!!!
「君の目も鼻も口も顎も眉も寝ても覚めても超素敵!!!」（きみのめもはなもくちもあごもまゆもねてもさめてもちょうすてき!!!）は、SHISHAMOの5作目の配信限定シングルで通算15作目のシングル。2021年2月24日にGOOD CREATORS RECORDS / UNIVERSAL SIGMAからリリースされた。

## 楽曲解説
- 前作「明日の夜は何が食べたい？」から約2ヶ月ぶりのシングル。
- 宮崎曰く「好き、という気持ちだけで突っ走る曲」で、「人が人を想うストレートな気持ちをそのまま歌詞にしよう」と考え制作された[2][3]。
- タイトルは25文字で、SHISHAMO史上最長[4]。宮崎が初めてこのタイトルを提案した際、メンバーは難色を示していたが、徐々に印象が変わり、最終的には「これしかない」と思えるようになったという[5]。
- 2021年2月11日、FM802『ROCK KIDS 802 -OCHIKEN Goes ON!! -』でラジオ初オンエアされた[6]。
- ロッテ『ZEROアイス』「ゼロなのに、かなりアリ。」篇のCMソングに使用され、メンバーもCMに出演した[7]。
- 2022年11月18日、漫画『顔だけじゃ好きになりません』とのコラボムービーがYouTubeでプレミア公開された。当初はムービーのために新曲を書き下ろすという話もあったが、この曲がイメージにぴったり合っていたため採用されることになった[8]。また、作者の安斎かりんとの対談の様子が雑誌『花とゆめ』、TOKYO FM『TOKYO SPEAKEASY』などで公開された[9]。
- 2023年4月19日公開の「Billboard Japan TikTok Weekly Top 20」で1位に輝いた[1]。
- 2024年1月31日、日本テレビ系『DayDay.』に生出演し、「最高速度」と合わせてテレビ初生演奏が披露された[10]。

## ミュージック・ビデオ
- 2021年2月24日にYouTubeでプレミア公開されたミュージック・ビデオは、怪獣の特撮のパロディーで、メンバーが演技に挑戦したストーリー仕立てのコミカルな作品になっている[4]。監督を務めたのはKASICO[11]。

## 収録アルバム
- 『SHISHAMO 7』
- 『恋を知っているすべてのあなたへ』(恋の喜びを知っているあなたへ)